# 貝丘鄉
44°01′N 24°40′E / 44.017°N 24.667°E
貝丘鄉（羅馬尼亞語：Comuna Beciu, Teleorman），是羅馬尼亞的鄉份，位於該國南部，由特列奧爾曼縣負責管轄，面積25平方公里，海拔高度51米，2007年人口1,868，人口密度每平方公里74人。